# Залізниця Сальта — Антофагаста
Залізниця Сальта — Антофагаста, також відома як Huaytiquina  — не електрифікована одноколійна трансандійська залізнична лінія, яка пов'язує Аргентину і Чилі. Це залізниця метрової колії завдовжки 941 км (571 в Аргентині і 330 км у Чилі), що з'єднує міста Сальта (Аргентина) і Антофагаста (Чилі), на березі Тихого океану, прямуючи через Пуна-де-Атакама і пустелю Атакама.

## Огляд
Аргентинською частиною колії (невелика частина: Сальта — Серрильос (Ramal C-13), і в основному Серрільос — Сокомпа (Ramal C-14)) володіє залізниця Ferrocarril General Manuel Belgrano, і 217 км колії обслуговуються туристичним маршрутом «Потяг до хмар». Чилійська частина лінії (Сокомпа — Антофагаста) відноситься до Ferrocarril de Antofagasta a Bolivia (FCAB) Лінія Сальта — Антофагаста, разом з Трансандійською залізницею (Мендоса — Лос-Андес, до Сантьяго, закрита з 1984 року в очікуванні реконструкції), представляють залізничне сполучення між двома країнами.
Найвища точка залізниці — віадук Ла Польворілья — 4220 метрів над рівнем моря. Ця залізниця є п'ятою за висотою залізницею світу і третьою за висотою у Південній Америці.

## Історія

### Будівництво
Будівництво залізниці почалося у 1921 році, за для з'єднання Північної Аргентини з Чилі через Анди, і обслуговування шахти з видобутку тетрабората натрію. Віадук Ла Польворілья, найвища точка лінії, було добудовано 7 листопада 1932 року. Чилійська частина колії була відкрита у 1947 році, і повне відкриття залізниці відбулося 20 лютого 1948 року. Маршрут був розроблений американським інженером Річардом Фонтейном Морі після чого одна зі станцій Ingeniero Maury (Інженер Морі) була названа на його честь.

### Походження назви «Huaytiquina»
Слово «Huaytiquina» — це прізвисько залізниці. Воно відноситься до стародавнього гірського перевалу в Андах між Аргентиною і Чилі, розташованому на півночі від Сокомпа і проектувалася як кінцева зупинка лінії. У 1923 році після чилійського запиту, чиї залізничні лінії підійшли близько до Сокомпа, оригінальний проект було покинуто і аргентинська залізнична лінія спрямована за поточним маршрутом

## Маршрут

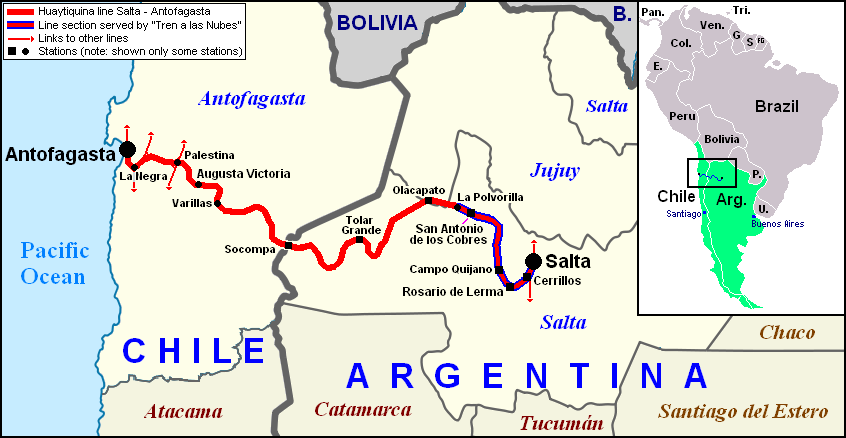
Мапа залізниці в Аргентині і Чилі. Частина, позначена синім кольором, обслуговується «Tren a las Nubes».

Лінія перетинає північно-західну частину провінції Сальта, обслуговуючи приміські селища навколо Сальти — Серрільос, Росаріо-де-Лерма і Кампо Кіхано, наступну частину дистанції долини Лерма. Вона налічує два серпантини, в Ель Алісаль і Чоррильос, і дві спіральні петлі між Такуара і Дієго де Альмагро. Увійшовши на плато Месета залізниця проходить поруч з Санта-Роса-де-Тастіль і доінкськими археологічними розкопками в Тастілі.
Лінія обслуговує місто Сан-Антоніо-де-Лос-Кобрес, в середині Пуна-де-Атакама, неподалік від мідних рудників. Після віадука Ла Польворілья, залізниця прямує по межі провінції Жужуй на Олакапато і, між Толар Гранде і Саїре, прямує по середині висохлого озера Салар де Арісаро. Станція Сокомпа, названа на честь Андського вулкана, є двонаціональною станцією, розташовано на аргентино-чилійському кордоні
Увійшовши на чилійську територію, лінія перетинає муніципальну територію Антофагаста, розташовану в однойменній провінції і області. Варільяс і Аугуста Вікторія мають короткі промислові залізничні гілки, одна з Варільяса, яка обслуговує шахти Ескондідо. На станції Палестина лінія перетинає залізничний вузол Бакедано-Агуас-Бланкас — FF.CC. Longitudinal (у власності Ferronor), що зв'язує лінії Антофагаста — Ла-пас і Антофагаста — Копьяпо. Спустившись із Західного схилу Анд і пустелі Атакама, залізнична лінія досягає промислового комплексу і села Ла Негра і, після 22 км, до Тихого океану і портового міста Антофагаста.

## Потяги
Через наявність мінеральних родовищ в області Атакама, велика частина трафіку на лінії складається з вантажних поїздів, що перевозять мінерали, такі як карбонат літію, тетраборат натрію, бутан, перліт, сіль, улексит, і ропа Найвідоміший сервіс — це екскурсійний поїзд «Tren a las Nubes» («потяг до хмар»), що курсує між Сальто і Ла Польворілья. На початок ХХІ сторіччя, за винятком деяких приміських поїздів, що прямують з Сальти до Кампо Кихано, Tren a las Nubes є єдиним пасажирським поїздом, що обслуговує лінію, після скасування Tren Mixto (Сальта — Сокомпа) який колись пов'язував з Сокомпа з Тукуман і Буенос-Айресом (вокзал Ретиро), через Кордову і Росаріо На чилійській частині лінії, по якій також курсують тільки вантажні потяги, існували пропозиції що до запровадження приміського залізничного трафіку за маршрутом, що проходить через Антофагаста.

## Галерея

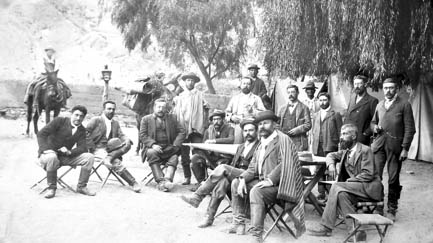
Ричард Морі (третій ліворуч) із залізничниками у Сальті
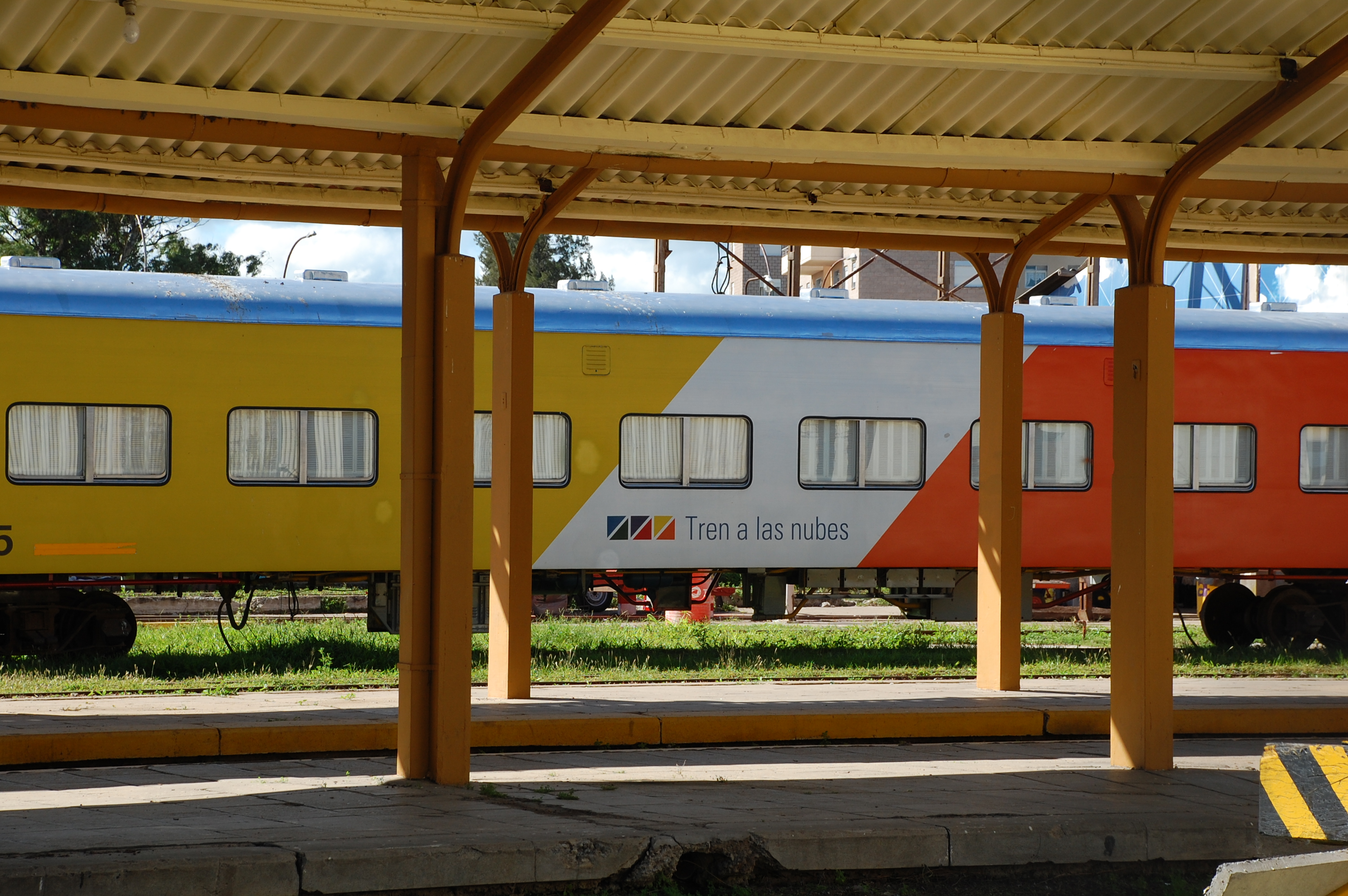
Платформи на станції Сальта на тлі з Tren a las Nubes
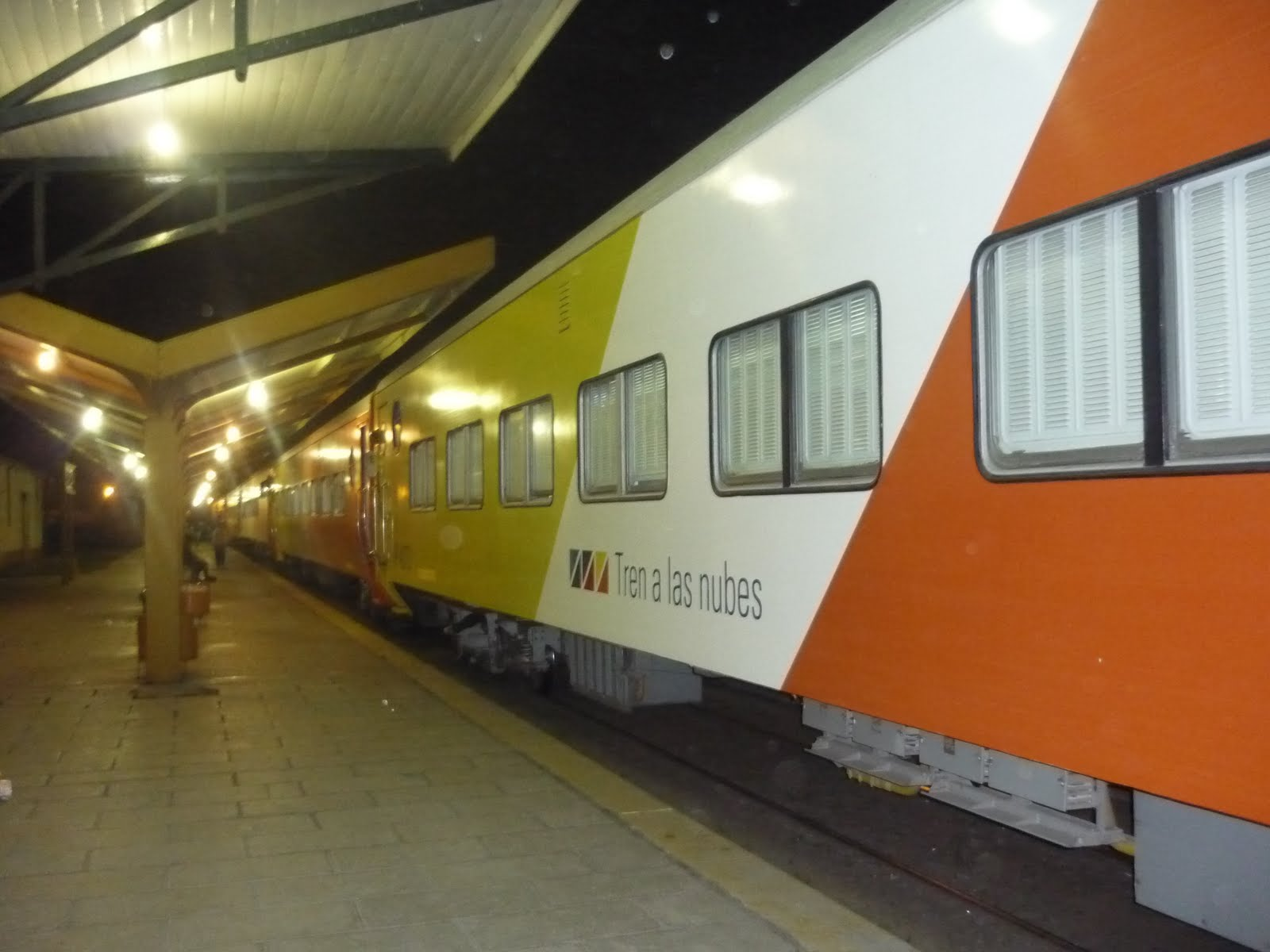
Tren a las Nubes на станції Сальта
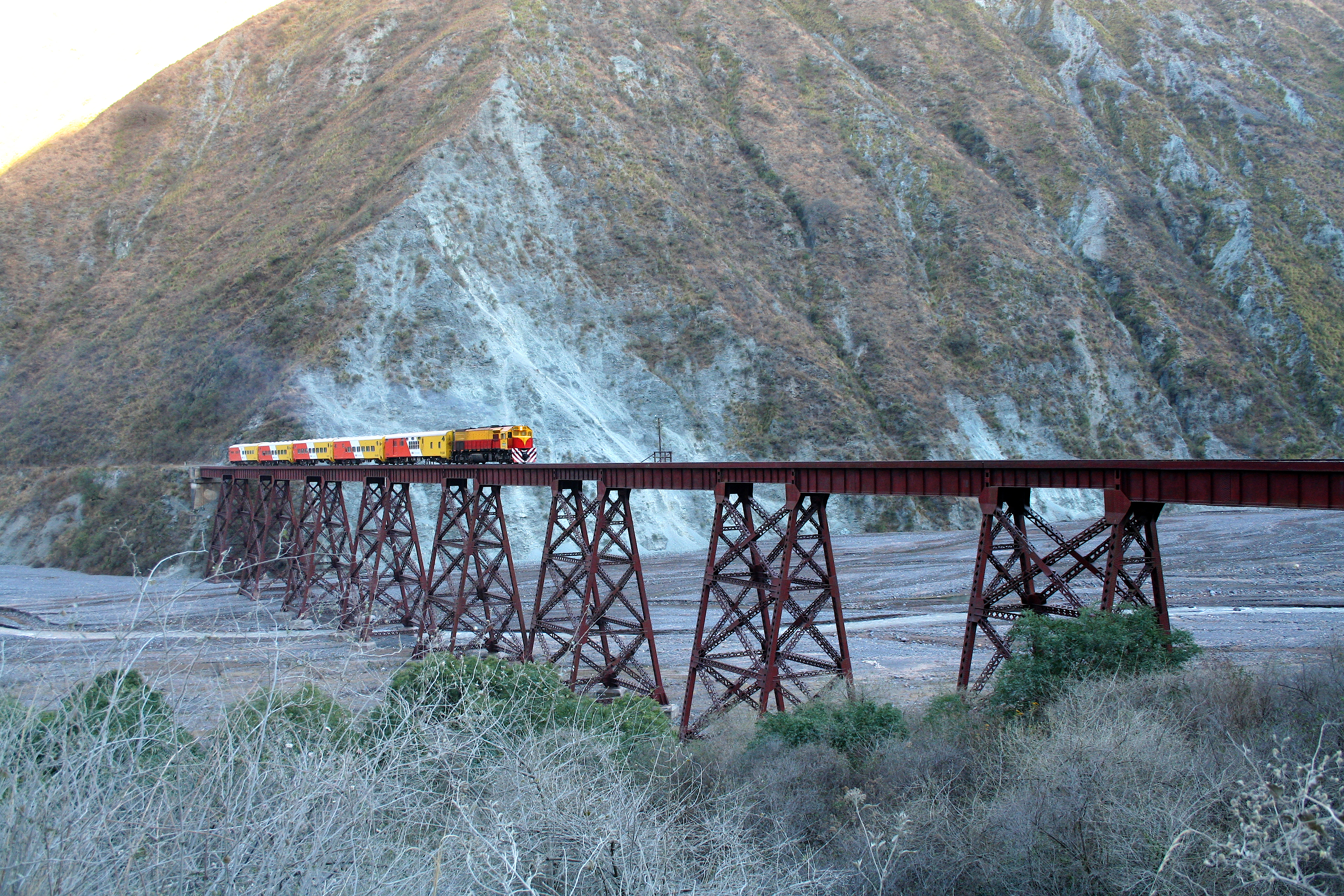
Віадук Ель Торо, між Кампо Кіхано й Ель Алісаль
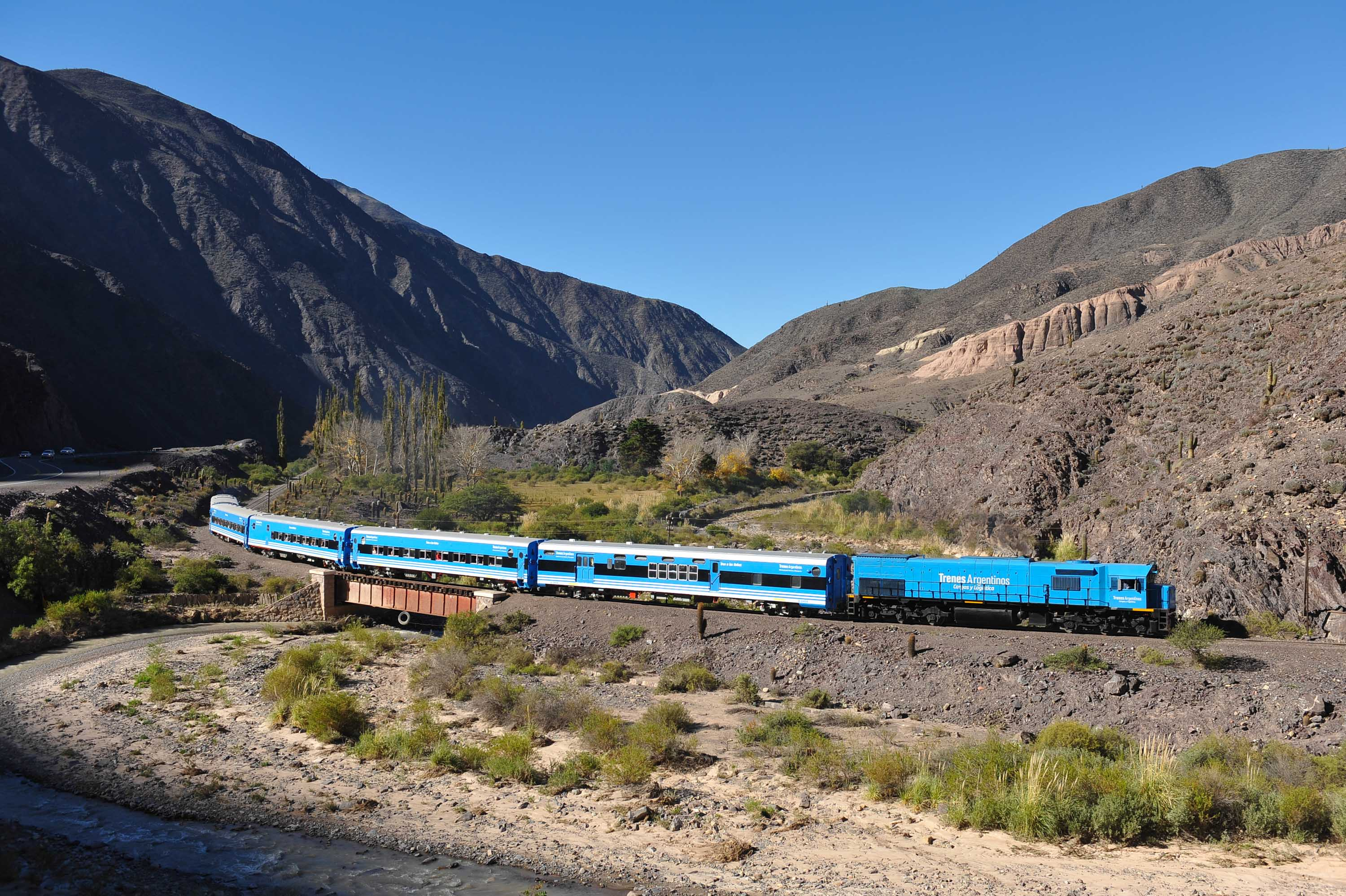
Tren a las Nubes перетинає міст
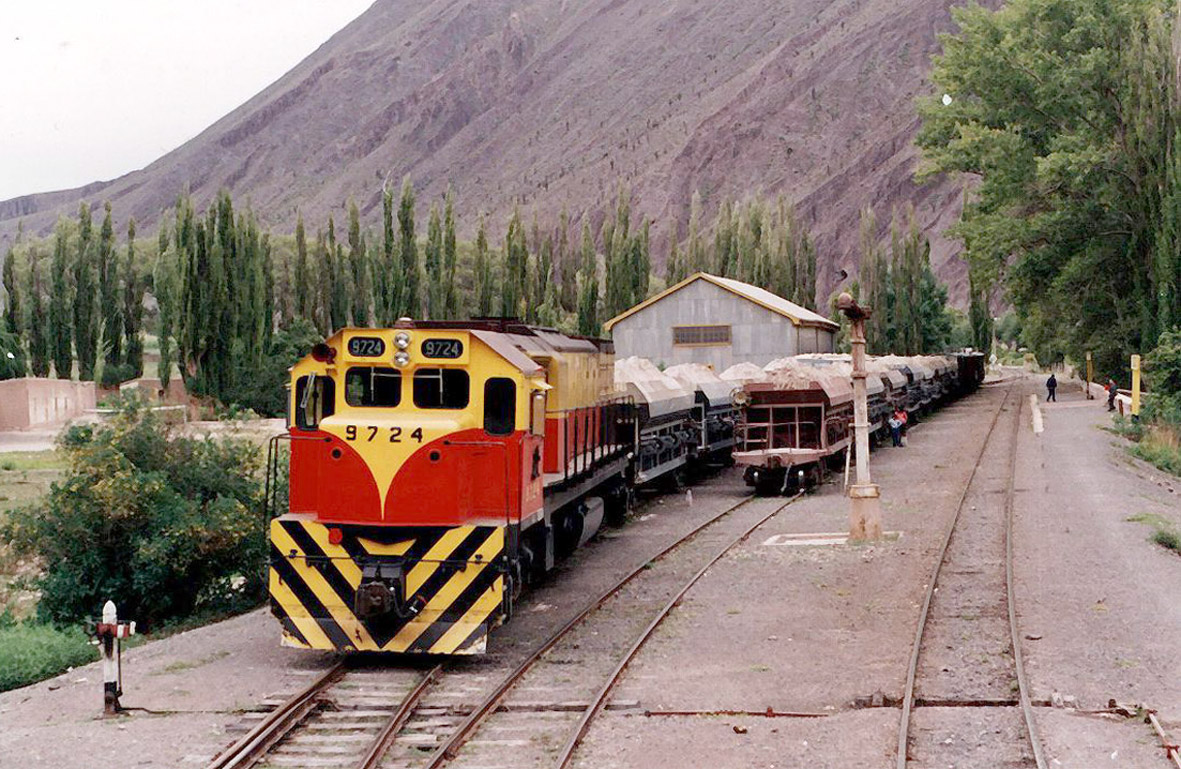
Вантажний потяг на станції Ingeniero Maury (Інженер Морі)
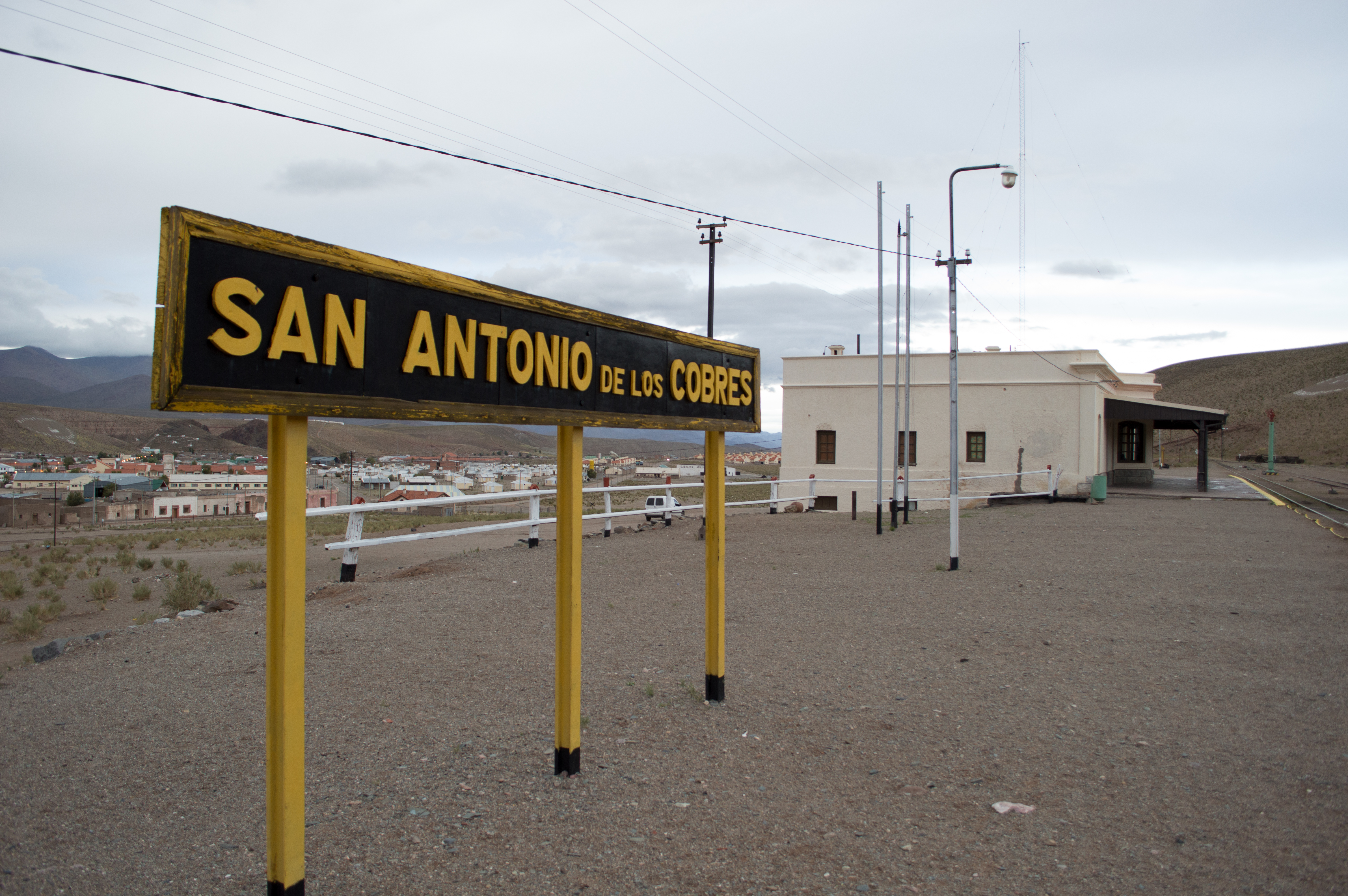
Станція Сан-Антоніо-де-лос-Кобрес
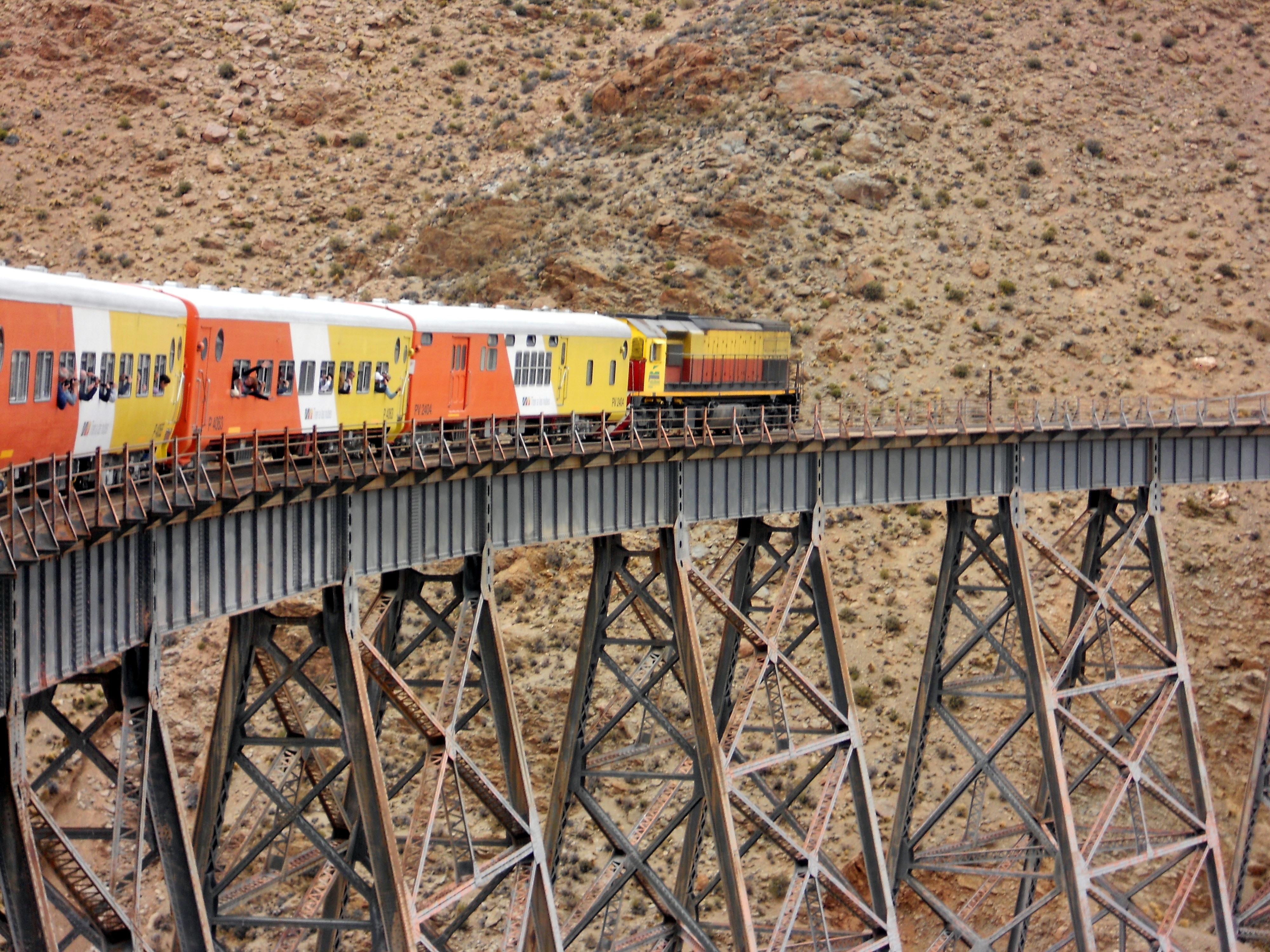
Віадук La Polvorilla
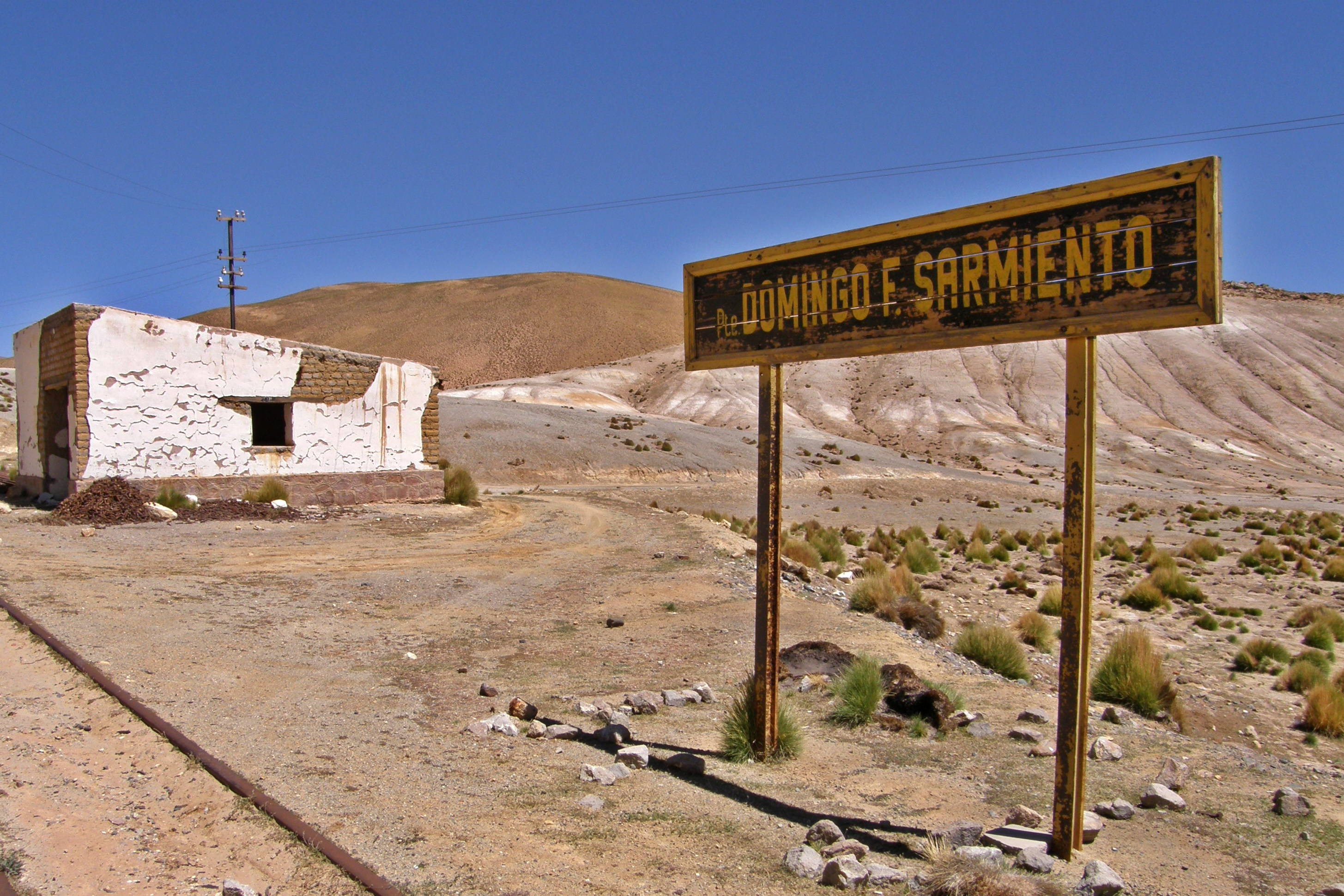
Станція Domingo F. Sarmiento
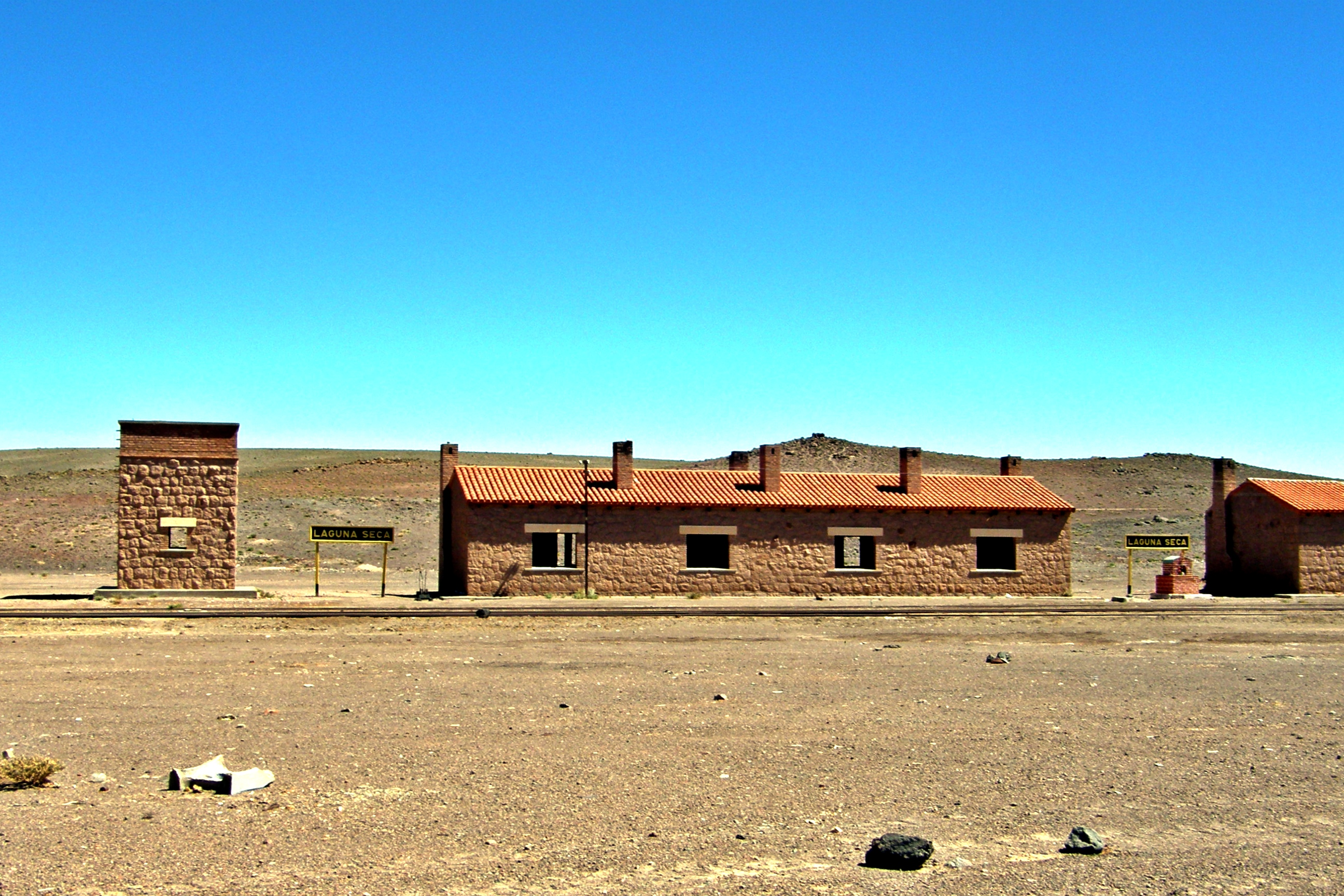
Станція Лагуна Сека
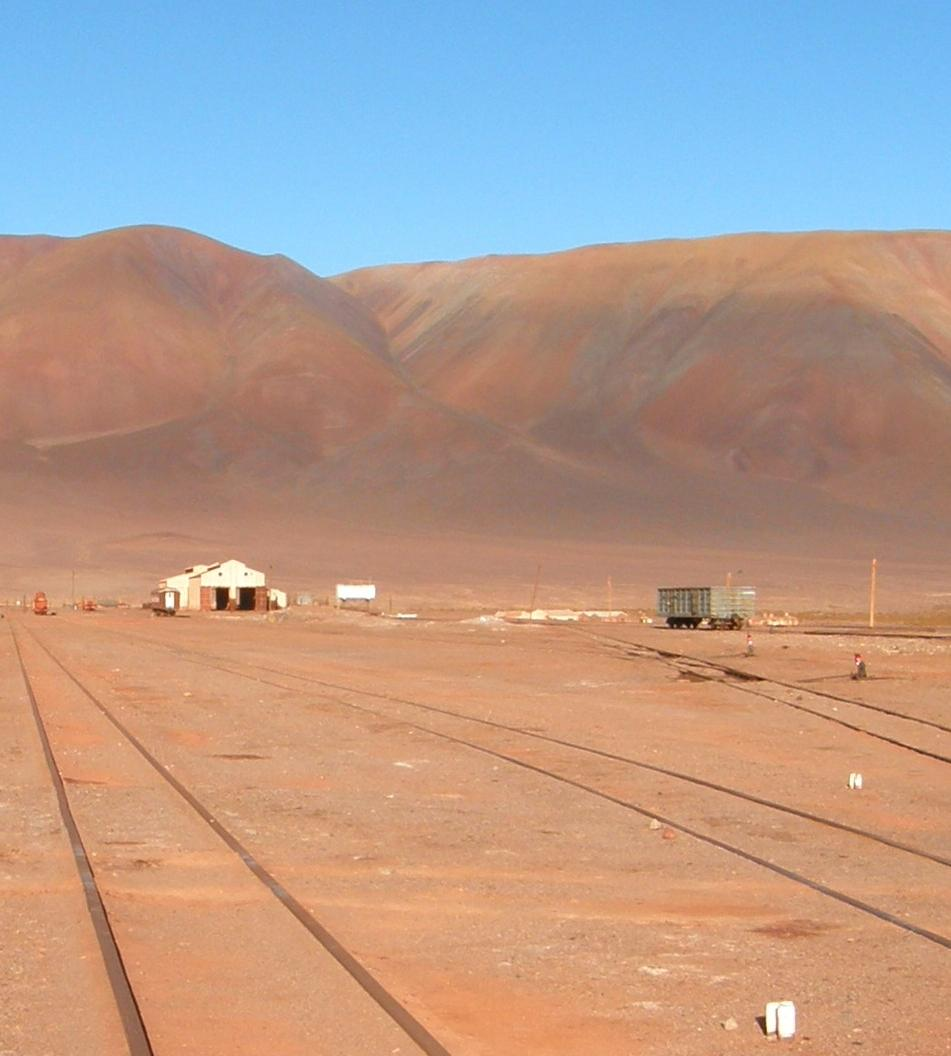
Станція Толар Гранде
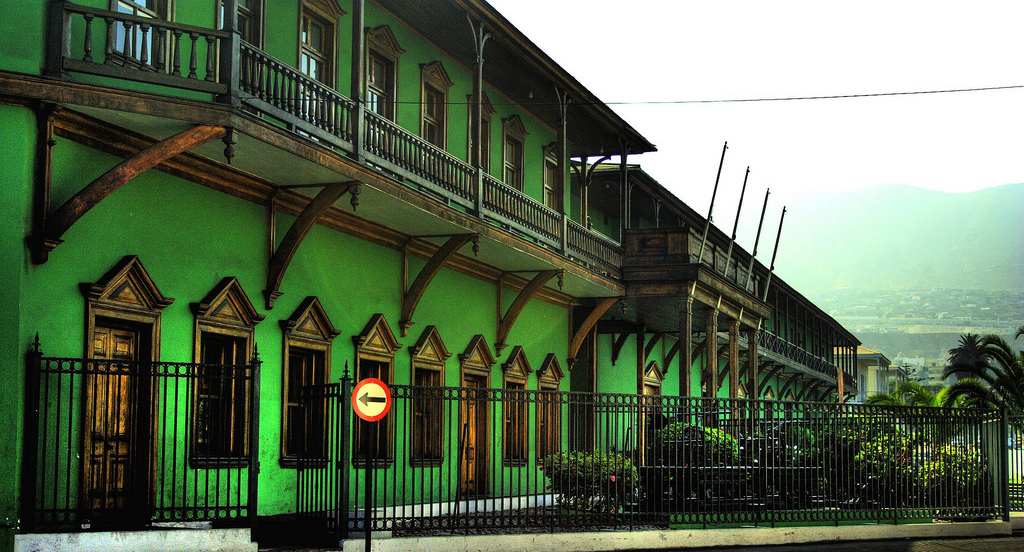
Вокзал Антофагаста

## Ресурси Інтернету
- (ісп.) History, infos and pictures of Salta-Antofagasta railway
- (ісп.) «Ramal C-14» — Website about Salta-Socompa line
- «FCAB Atacama» (including infos about Socompa-Antofagasta line) [Архівовано 2 квітня 2016 у Wayback Machine.]
- Tren a las Nubes official website [Архівовано 3 березня 2016 у Wayback Machine.]